# 黑唇鳳凰螺
黑唇鳳凰螺（学名：Strombus pipus）为鳳凰螺科鳳凰螺屬下的一个种。